# 별이 빛나는 밤 프로덕션
별이 빛나는 밤 프로덕션(Starry Night Productions)는 1980년대에 설립된 미국 텔레비전 제작 회사로 프로듀서 라인홀트 위즈가 소유했습니다.

## 프로덕션
- 파크 플레이스 (Park Place, 1981년)
- 나이트 코트 (Night Court, 1984년–1992년)
- 지구인 (Earthlings, 1984년)
- 구멍을 파고 손가락을 찾으십시오 (Dig a Hole, Find a Finger, 1998년)